# Helpaphorus boby
Helpaphorus boby là một loài bướm đêm thuộc họ Pterophoridae. Nó được biết đến ở Madagascar.